# Stellamedusinae
Stellamedusinae is een onderfamilie van neteldieren uit de klasse van de Scyphozoa (schijfkwallen).

## Geslacht
- Stellamedusa Raskoff & Matsumoto, 2004